# Задача трёх тел (телесериал, 2024)
«Задача трёх тел» (англ. 3 Body Problem) — американский научно-фантастический телесериал, основанный на трилогии «Воспоминания о прошлом Земли» китайского писателя Лю Цысиня. Премьера первого сезона состоялась на стриминговой платформе Netflix 21 марта 2024 года.
В мае 2024 года был продлён на второй и третий сезон.

## Сюжет
В 1967 году во время Китайской культурной революции талантливая студентка-астрофизик Е Вэньцзе стала свидетелем жестокого убийства своего отца — профессора физики на сеансе покаяния, проводимого хунвейбинами.
Позднее её отправили в трудовой лагерь на принудительные работы на лесоповал. Там ей подарили экземпляр «Безмолвной весны» на английском языке. Книгу обнаруживают в ходе обыска, за что Е Вэньцзе сажают в тюрьму, а затем переводят на секретную радиолокационную базу, чтобы она отбыла остаток наказания, используя свои специфические познания в физике.
В 2024 году ускорители заряженных частиц по всему миру внезапно стали выдавать абсурдные результаты, вследствие чего передовая теоретическая физика потеряла смысл. Несколько учёных кончают жизнь самоубийством. Некоторые учёные, стоящие на пороге важных открытий или технологических прорывов, начинают видеть перед собой загадочный таймер обратного отсчёта, и им делают предложение, от которого невозможно отказаться, — не доводить показания таймера до нуля и прекратить свои исследования. Нескольким людям приходит посылка со шлемом виртуальной реальности, технологически превосходящим современные возможности на 50-150 лет, и приглашением сыграть в игру «Задача трёх тел». Игроки попадают в мир на планете трёх солнц, где эра хаоса и эра стабильности сменяют друг друга, а цивилизации пытаются выжить, правильно предсказав очерёдность наступления эр.

## В ролях

### Основной состав
- Джован Адепо — Сол Дюранд
- Джон Брэдли — Джек Руни
- Розалинд Чао — Е Вэньцзе
- Лиам Каннингем — Томас Уэйд
- Эйса Гонсалес — Августина «Огги» Салазар
- Джесс Хонг — Цзинь Чэн
- Марло Келли — Татьяна Хаас
- Алекс Шарп — Уилл Даунинг
- Си Симука — Софон
- Зин Цзэн — Е Вэньцзе в юности
- Саамер Усмани — Притхвирадж «Радж» Варма
- Бенедикт Вонг — Клеренс «Да» Ши
- Джонатан Прайс — Майк Эванс

### Второстепенный состав
- Веддет Лим — Вера Е
- Ив Ридли — Последователь
- Бен Шнетцер — Майк Эванс в юности
- Джон Даглиш — Феликс
- Джерард Монако — Коллинз
- Эдриан Эдмондсон — Денис Порлок
- Си Си Эйч Паундер — Генеральный секретарь ООН Лилиан Джозеф

## Эпизоды
| № | Название                                         | Режиссёр        | Автор(ы) телевизионного сценария          | Дата премьеры |
| --- | ------------------------------------------------ | --------------- | ----------------------------------------- | ------------- |
| 1 | «Обратный отсчёт» «Countdown»                    | Дерек Цан       | Дэвид Бениофф, Д. Б. Уайсс, Александер Ву | 21 марта 2024 |
| В 60-х годах в Китае во время Культурной революции астрофизик Е Вэньцзе присутствует в сцене, когда толпа хунвейбинов обвиняет её отца, профессора престижного университета Цинхуа, в том, что он преподаёт "западную" физику Эйнштейна. Среди обвиняющих на сцене есть бывшие студенты физика. Жена профессора тут же соглашается с "маоистским взглядом" на физику и просит мужа поступить так же. Но он отказывается и несколько человек забивают его до смерти. Е Вэньцзе отправляют на принудительные работы во Внутреннюю Монголию. У неё обнаруживают копию запрещённой книги «Безмолвная весна» Рейчел Карсон. После этого Е переводят на отдалённую военную базу с большим радиотелескопом, миссия базы в поиске разумной жизни, реализации на проекта SETI. Повествование переключается на текущее время, в Великобритании оксфордский физик Вера Е (дочь Е Вэньцзе) кончает жизнь самоубийством. Группа студентов Веры - Огги Салазар, Джек Руни, Джин Чэн, Сол Дюранд и Уилл Даунинг - обсуждают, как так получилось, что научные эксперименты потеряли смысл. Кларенс «Да» Ши - британский детектив, работающий на Агентство Стратегической Разведки - сталкивается с многочисленными самоубийствами учёных, некоторые учёные имели дома продвинутые игровые гарнитуры виртуальной реальности (VR headset). Е Вэньцзе отдаёт шлем Веры Джин. Огги - физик, занимающийся разработкой новых материалов - начинает видеть перед глазами таймер обратного отсчёта; никто, кроме неё, его не видит. Неизвестная женщина (в последующих сериях выясняется её имя - Татьяна) встречает Огги и просит её прекратить исследования нановолокна, если она хочет, чтобы таймер исчез. Женщина также советует Огги посмотреть на небо в полночь. В полночь Огги видит мерцание неба, передающего через азбуку Морзе тот же отсчёт. |                                                  |                 |                                           |               |
| 2 | «Красный берег» «Red Coast»                      | Дерек Цан       | Роуз Картрайт                             | 21 марта 2024 |
| В 70-х годах в Китае Е Вэньцзе продолжает заниматься проектом SETI. После наблюдений магнитных вспышек на Солнце и на Юпитере она обнаруживает, что Солнце может усиливать радиосигнал, выступая своего рода усилительной антенной. Её руководитель выступает против экспериментальной проверки этой гипотезы. Она тайно отправляет сообщение на Солнце, желая проверить свою гипотезу, но ответа не получает. Спустя некоторое время она получает ответ от инопланетянина-пацифиста, предупреждающего её больше не посылать сообщений, так как другие инопланетяне на этой планете будут стремиться вторгнуться на Землю, если узнают точные координаты планеты по отправленному радиосигналу. Разочарованная в жизни Е, несмотря на предупреждение, отвечает сообщением, что человечество не в состоянии справиться со своими проблемами, она готова помочь инопланетянам получить контроль над планетой. Позже её отца посмертно реабилитируют, её приглашают вернуться в качестве преподавателя в Цинхуа. Выбирая точку для установки радиоантенны, в удалённом районе Китая она знакомится с американцем Майком Эвансом, радикальным защитником окружающей среды. Повествование продолжается в настоящем времени. Огги после успешной демонстрации работы нановолокон, решает прекратить исследования, после чего обратный отсчёт исчезает из поля её зрения. Используя VR шлем Веры, Джин знакомится с игрой “Задача трёх тел”. Джин показывает игровую гарнитуру Джеку, тот пробует в неё зайти, но интерфейс игры его выкидывает. Позже такой же шлем оказывается у него дома, он корректно входит в игру. Уилл, друг Джека, признаётся ему, что умирает от рака поджелудочной железы. Джек призывает его бороться с раком до последнего. |                                                  |                 |                                           |               |
| 3 | «Разрушитель миров» «Destroyer of Worlds»        | Эндрю Стэнтон   | Александер Ву                             | 21 марта 2024 |
| В настоящем Огги обнаруживает у Джека дома игровую гарнитуру, надевает её, но игра не позволяет войти без приглашения. Находясь под впечатлением от обратного отсчёта и от того, что на Вере был такой шлем перед самоубийством, Огги просит Джека и Джин не играть больше. Огги включает питание в лаборатории исследования нановолокон и отсчёт опять появляется, она тут же выключает оборудование. Джек и Джин, несмотря на просьбу Огги, возвращаются в игру. Они объединяются и вместе проходят уровни 2 и 3. В игре показана эволюция жизни инопланетной цивилизации на планете, которая находится в гравитационном поле действия системы из трёх звёзд. Задача игры - предсказать погодные условия на планете, для чего требуется найти решение задачи трёх тел. Гибнущие и возрождающиеся цивилизации приходят в конце концов к выводу, что необходимо искать другую планету для жизни. Действие 4 уровня игры проходит в реальном мире. Джек и Джин встречаются с Татьяной, которая предлагает им посетить встречу общества Земля-Трисолярис. Джек отказывается от предложения и предпочитает уйти, Джин остаётся. Татьяна не препятствует тому, что Джек уходит, но позже приходит к нему домой и убивает его. Причём ни Кларенс, который следит за домом Джека, ни одна из 18 камер не могут зафиксировать присутствие Татьяны. |                                                  |                 |                                           |               |
| 4 | «Наш Бог» «Our Lord»                             | Минки Спиро     | Мадхури Шекар                             | 21 марта 2024 |
| В 1985 году в Северной Атлантике Эванс приглашает Е на свой корабль “Судный день”, на котором есть радиоантенна и передовые спутниковые технологии для связи с инопланетянами. Их называют Сан-Ти (San-Ti) или трисолярианцами (Trisolarans). В 2024 году после убийства Джека Томас Уэйд, руководитель Кларенса, и Кларенс уговаривают Джин помочь им внедриться в организацию “Земля-Трисолярис” для сбора информации. Джин посещает закрытое собрание, где Е Вэньцзе объявляет себя лидером и называет цель движения - помочь Сан-Ти прибыть и захватить планету. Британская служба безопасности во главе с Кларенсом устраивает облаву и арестовывает участников встречи. Татьяна пытается убить Джин, поняв, что она виновата в раскрытии встречи, промахивается, начинается перестрелка. В результате Татьяне удаётся сбежать, но Е Вэньцзе и большинство участников схвачены. В это время на корабле Эванс читает сказку про красную шапочку инопланетянину, с которым ведёт непрерывный диалог уже продолжительное время. Однако трисолярианин не может понять смысл сказки. Видимо, инопланетяне не способны лгать. Трисолярианец тщательно вчитывается в содержание сказки и видит в ней свидетельство априорной человеческой хитрости, способности лгать, присущей любому человеку в том числе Эвансу, и приходит к выводу, что они не смогут сосуществовать с людьми. |                                                  |                 |                                           |               |
| 5 | «День гнева» «Judgment Day»                      | Минки Спиро     | Дэвид Бениофф, Д. Б. Уайсс                | 21 марта 2024 |
| Кларенс допрашивает Е Вэньцзе. Она искренне считает, что не представляет пользы для Сан-Ти, если они допустили её арест, задержание других участников. Корабль Эванса забронировал слот на ближайшие дни для прохождения Панамского канала. Уэйд уговаривает Огги, разработчика нановолокон, и команду Королевского военно-морского флота во главе с Раджем, молодым человеком Джин, помочь получить записи разговоров с инопланетянами, которые хранятся на сервере корабля. Сверхпрочные и незаметные нити из нановолокна Уэйд предложил использовать для того, чтобы горизонтально распилить весь корабль, убив всех на корабле, чтобы они не успели уничтожить диск с данными. Уэйд знает, что на борту корабля есть женщины и дети, но сознательно не говорит об этом Огги, зная, что она откажется. Проделав это, команда Уэйда обнаруживает диск и пытается его расшифровать, трисоляриане не противятся этому. Уэйд даёт послушать Е Вэньцзе часть разговора Эванса с Сан-Ти после чтения сказки про красную шапочку. Уэйд с Джин открывают файл на захваченном диске с корабля под названием софон. Они надевают VR-шлемы и попадают в виртуальную реальность. Инопланетный разум не выкидывает их из игры. Виртуальное воплощение (аватар) Сан-Ти рассказывает, что человечество на Земле где-то за 100 тысяч лет перешло от уровня развития обезьян до открытия атома. На Трисолярисе на это потребовалось гораздо больше времени. Жители их планеты обречены, так как за время, пока инопланетный флот долетит, земные учёные создадут новое оружие. Весь научный потенциал трисолярианские учёные вложили в создание софонов. Каждый софон - это протон, развёрнутый в более чем три измерения, устроенный как разумный суперкомпьютер. Всего создано 4 софона, связанных попарно: 2 софона инопланетяне послали на землю, 2 оставили у себя. Именно софоны вызывают некорректные результаты опытов в ускорителях заряженных частиц, создают в области воспринимаемого глазами изображения обратный отсчёт. Связанные попарно софоны могут мгновенно передавать информацию, с их помощью происходит мгновенная связь с космическим флотом инопланетян. Джин и Уэйд выходят из виртуальной реальности, потрясённые. Они видят из окна, что небо начинает закрывать расширяющийся софон. На поверхности софона появляется огромный глаз. По всей планете на всех электронных устройствах - смартфонах, планшетах, телевизорах, больших рекламных oled-панелях, висящих на улице в городе - появляется надпись на местных языках: “Вы - жуки”. |                                                  |                 |                                           |               |
| 6 | «Звёзды — наша цель» «The Stars Our Destination» | Минки Спиро     | Александер Ву                             | 21 марта 2024 |
| Закрытие софоном неба и появление глаза приводит к росту панических настроений, беспорядков по всему миру. Уэйд и Совет обороны планеты (СОП) приглашают экспертов, рассматривают разные предложения, как остановить космический флот Сан-Ти. Группа учёных рассчитала, что, если с Земли можно было бы запустить зонд, способный развить скорость, составляющую 1% от световой, то он встретил бы приближающийся флот через 200 лет, дав земным учёным 200 лет с дополнительными знаниями. Джин предлагает проект Лестница, в котором зонд с Земли будет разогнан при помощи тысячи ядерных бомб, выведенных заранее вдоль его предполагаемой траектории. В дальнейшем зонд будет продолжать полёт на основе технологии солнечного паруса, то есть за счёт давления потока солнечных фотонов. Уэйд включает Раджа в СОП, потому что он эффективно выполнил задание в Панамском канале. Огги сильно переживает из-за использования созданного ею нановолокна для убийства людей, она не хочет работать на СЗП, во главе которого стоит Уэйд. Кларенс спрашивает Е Вэньцзе, почему её дочь Вера убила себя. Она предполагает, что Вера поняла, что её мать сотрудничает с инопланетянами, обнаружив переписку с Эвансом. Кларенс освобождает Е Вэньцзе, но приставляет к ней офицера, который должен незаметно следить за её перемещением. Уилл из-за болезни и последствий лечения видит галлюцинации, рефлексирующие его безответную любовь к Джин. В результате он решает потратить деньги, которые ему завещал Джек, на покупку звезды DX3906 в подарок для Джин. Для этого он едет в организацию “Звезды - наша цель”, созданную для финансирования полёта навстречу флоту Сан-Ти. |                                                  |                 |                                           |               |
| 7 | «Только вперёд» «Only Advance»                   | Джереми Подесва | Дэвид Бениофф, Д. Б. Уайсс                | 21 марта 2024 |
| Джин анонимно прислали сертификат владения звездой DX3906. Уэйд демонстрирует криогенную технологию членам СОП, оживляя шимпанзе, которая находилась в криогенном сне. Он планирует заморозить себя, чтобы проснуться через 400 лет перед началом вторжения Сан-Ти. Правительство (СОП) готово выделить для разгона космического аппарата гораздо меньше ядерных бомб, чем планировалось. Это приводит к тому, что уменьшается вес потенциальной полезной нагрузки космического зонда, веса не хватит даже для того, чтобы отправить одного человека. Уэйд предлагает отправить только мозг человека в надежде, что уровень науки трисолярианцев позволит им по ДНК восстановить полностью тело. Огги выкладывает в публичный доступ её исследование нановолокна и уезжает из страны. Уэйд, учитывая, что Уилл умирает от рака, советует ему предложить себя в качестве кандидата для проекта Лестница. Е Вэньцзе встречается с Солом и рассказывает ему шутку, что Сан-Ти не смогут понять фразу “не играй с богом”. Уилл соглашается присоединиться к проекту Лестница и соглашается на эвтаназию в присутствии Сола. Джин, обнаружив, что DX3906 - это был подарок Уилла, бежит к нему в госпиталь, но успевает только увидеть его голову, отделённую от тела. Е Вэньцзе возвращается в Китай, отправляется к заброшенной военной базе “Красный берег”, чтобы покончить жизнь самоубийством, но встречает Татьяну, которая пришла туда, чтобы убить учёную по заданию Сан-Ти. Она предлагает Е более приятную и лёгкую смерть. |                                                  |                 |                                           |               |
| 8 | «Отвернувшийся» «Wallfacer»                      | Джереми Подесва | Дэвид Бениофф, Д. Б. Уайсс                | 21 марта 2024 |
| Сол провёл ночь с девушкой, которую вчера впервые встретил. Она просит вызвать ей такси и упрекает его в том, что он не помнит её имя. Пока они стояли на перекрёстке и ждали машину, другая автоматически управляемая машина сбивает девушку насмерть. Кларенс расследует произошедшее и приходит к выводу, что управление машиной перехватили Сан-Ти и пытались убить Сола. Его случайно спас парень на электросамокате, который проехал за несколько мгновений до машины, и сбил его с ног. Кларенс выдаёт Солу пуленепробиваемый жилет, под охраной его доставляет в ООН, где анонсируется проект Отвернувшийся. Сол выбран одним из трёх человек на планете, которым поручено придумать и разработать план, как остановить Сан-Ти. Отвернувшийся должны держать план у себя в голове, потому что любое общение могут считать софоны, но они не умеют читать мысли. Сол отказывается от этой роли, выходит из здания ООН, но, не пройдя и нескольких шагов, становится мишенью снайпера. Он выживает только благодаря пуленепробиваемому жилету. Сол меняет своё отношение к Сан-Ти, понимая, что не сможет вернуться в предыдущую жизнь, перестать быть “отвернувшимся”, его все равно будут пытаться его убить. Уэйд и Джин руководят проектом Лестница. Зонд с замороженным мозгом Уилла решено отправить в космос навстречу флоту Сан-Ти в надежде, что трисолярианцы его перехватят и восстановят тело. В результате серии взрывов ракета покидает атмосферу Земли. Однако один из взрывов приводит в поломке одного из четырёх креплений солнечного паруса. В результате этого зонд отклоняется от намеченной траектории. Кларенс привозит отчаявшихся Джин и Сола за город и показывает им рой цикад. Насекомые выжили, несмотря на продолжительные попытки человека, более развитого вида, бороться с ними. |                                                  |                 |                                           |               |

## Производство
В сентябре 2020 года было объявлено, что Дэвид Бениофф, Д. Б. Уайсс и Александер Ву занимаются разработкой телевизионной адаптации романа Лю Цысиня «Задача трёх тел» для платформы Netflix.
В августе 2021 года стало известно, что Эйса Гонсалес ведёт переговоры по поводу съёмок в проекте. В том же месяце Дерек Цан был назначен режиссёром пилотного эпизода. В октябре 2021 года на роли в телесериале были утверждены Эйса Гонсалес, Бенедикт Вонг, Цай Чинь, Джон Брэдли, Лиам Каннингем и Джован Адепо.
Съёмки начались 8 ноября 2021 года, они прошли в Великобритании и Китае.
Премьера всех восьми эпизодов первого сезона телесериала состоялась 21 марта 2024 года на стриминговой платформе Netflix.

## Восприятие
На сайте-агрегаторе рецензий Rotten Tomatoes рейтинг сериала составляет 79 % на основании 113 обзоров критиков. «Консенсус критиков» сформулирован так: «Первый сезон „Задачи трёх тел“ адаптирует амбициозный исходный материал и является хорошим началом, которое должно заставить поклонников научной фантастики ждать продолжения». На сайте-агрегаторе рецензий Metacritic рейтинг сериала составляет 70 баллов на основании 41 обзора критиков, что соответствует в «целом положительным» отзывам.